# Syncephalastrum monosporum
Syncephalastrum monosporum är en svampart. Syncephalastrum monosporum ingår i släktet Syncephalastrum och familjen Syncephalastraceae.

## Underarter
Arten delas in i följande underarter:
- cristatum
- pluriproliferum
- monosporum